# Афанасьев, Сергей Германович
Серге́й Ге́рманович Афана́сьев (28 апреля 1964 или 28 августа 1964, Красноармейский район, Чувашская АССР — 28 июля 2019) — советский легкоатлет, специалист по бегу на средние дистанции. Выступал за сборную СССР по лёгкой атлетике в 1980-х годах, обладатель бронзовой медали чемпионата Европы в помещении, многократный победитель первенств всесоюзного и республиканского значения. Представлял Московскую область и Вооружённые Силы. Мастер спорта СССР международного класса.

## Биография
Сергей Афанасьев родился 28 апреля 1964 года в деревне Анаткасы Красноармейского района Чувашской АССР. Учился в средней общеобразовательной школе в селе Большая Шатьма.
Занимался лёгкой атлетикой в Московской области, окончил Московский областной государственный институт физической культуры (1989). Выступал за Вооружённые Силы (Московская область). Проходил подготовку под руководством тренеров Э. Г. Филиппова и В. С. Семёнова.
Впервые заявил о себе на международном уровне в сезоне 1983 года, когда вошёл в состав советской сборной и выступил на юниорском европейском первенстве в Швехате, где стал серебряным призёром в беге на 3000 метров.
В 1986 году на чемпионате СССР в Киеве одержал победу в беге на 1500 метров, был седьмым на Играх доброй воли в Москве. В той же дисциплине принимал участие в чемпионате Европы в Штутгарте, но на предварительном квалификационном этапе был дисквалифицирован.
На чемпионате СССР 1987 года в Брянске на дистанции 1500 метров получил серебро, в то время как на Мемориале братьев Знаменских в Москве был лучшим.
В 1988 году в дисциплине 1500 метров взял бронзу на зимнем чемпионате СССР в Волгограде и победил на летнем чемпионате СССР в Киеве.
В 1989 году в беге на 1500 метров выиграл серебряную медаль на зимнем чемпионате СССР в Гомеле, бронзовую медаль на чемпионате Европы в помещении в Гааге, финишировал седьмым на чемпионате мира в помещении в Будапеште, занял второе место на Кубке Европы в Гейтсхеде.
В 1990 году на зимнем чемпионате СССР в Челябинске завоевал серебряную и золотую награды в дисциплинах 1000 и 1500 метров соответственно, тогда как на летнем чемпионате СССР в Киеве стал серебряным призёром на дистанции 1500 метров. Представлял Советский Союз на Играх доброй воли в Сиэтле, где в 1500-метровой гонке пришёл к финишу четвёртым.
Завершил спортивную карьеру по окончании сезона 1992 года.
За выдающиеся спортивные достижения удостоен почётного звания «Мастер спорта СССР международного класса».
Впоследствии работал тренером-преподавателем в Москве, занимался предпринимательской деятельностью, избирался депутатом нескольких созывов Совета депутатов поселения Московский.
Жена Елена Афанасьева (Власова) — заслуженный мастер спорта, серебряная призёрка Олимпийских игр в беге на 800 метров.
Умер 28 июля 2019 года в возрасте 55 лет. Похоронен на Передельцевском кладбище в городе Московский.